# Papir 75
El Papir de 75, o Papir Bodmer XIV-XV) és un dels papirs més antics del Nou Testament. El seu descobriment ha tingut un profund efecte en la crítica textual de la Bíblia, per la seva concordança amb el Còdex Vaticanus. Formava part de la Biblioteca Bodmeriana a Suïssa fins que el 22 de novembre del 2006, fou donat a Benet XVI i va ser dipositat a la Biblioteca Vaticana a Roma.

## Descripció
Originalment aquest papir contenia al voltant de 144 pàgines, de les quals 102 han sobreviscut, sigui totalment o en part, conté aproximadament la meitat del text de dos evangelis – Evangeli segons Lluc i Evangeli segons Joan en idioma grec. Està datat per Nestle-Aland (27 edició, NA27) com del tercer segle. Juntament amb el Papir 4 és un dels manuscrits més antics de l'Evangeli segons Lluc. "El fragment conté Lluc 3:18-24:53. Una característica inusual d'aquest còdex és que quan l'evangeli de Lluc acaba, comença l'evangeli de Joan a la mateixa pàgina. Hi manca el text de l'agonia de Crist a Getsemaní (Lluc 22:43-44). El text grec d'aquest còdex és un representant del text de tipus Alexandrí.